# Laran (Alti Pirenei)
Laran è un comune francese di 44 abitanti situato nel dipartimento degli Alti Pirenei nella regione dell'Occitania.

## Società

### Evoluzione demografica
Abitanti censiti